# Stara Vrhnika
Stara Vrhnika este o localitate din comuna Vrhnika, Slovenia, cu o populație de 646 de locuitori.